# Stonewall (Carolina del Nord)
Stonewall és una població dels Estats Units a l'estat de Carolina del Nord. Segons el cens del 2000 tenia 285 habitants.

## Demografia
Segons el cens del 2000, Stonewall tenia 285 habitants, 118 habitatges i 80 famílies. La densitat de població era de 65,5 habitants per km².
Dels 118 habitatges en un 28,8% hi vivien nens de menys de 18 anys, en un 50,8% hi vivien parelles casades, en un 12,7% dones solteres, i en un 31,4% no eren unitats familiars. En el 27,1% dels habitatges hi vivien persones soles el 8,5% de les quals corresponia a persones de 65 anys o més que vivien soles. El nombre mitjà de persones vivint en cada habitatge era de 2,42 i el nombre mitjà de persones que vivien en cada família era de 2,96.
Per edats la població es repartia de la següent manera: un 24,2% tenia menys de 18 anys, un 6,7% entre 18 i 24, un 25,6% entre 25 i 44, un 31,2% de 45 a 60 i un 12,3% 65 anys o més.
L'edat mediana era de 40 anys. Per cada 100 dones de 18 o més anys hi havia 101,9 homes.
La renda mediana per habitatge era de 30.000 $ i la renda mediana per família de 45.000 $. Els homes tenien una renda mediana de 28.625 $ mentre que les dones 17.143 $. La renda per capita de la població era de 16.425 $. Entorn del 4,2% de les famílies i el 5,5% de la població estaven per davall del llindar de pobresa.

## Poblacions properes
El següent diagrama mostra les poblacions més properes.